# تکیه روستای فیروزکلا
تکیه روستای فیروزکلا مربوط به دوره قاجار است و در شهرستان آمل، بخش دشت‌سر، روستای فیروزکلا علیا واقع شده و این اثر در تاریخ ۲۴ اسفند ۱۳۸۳ با شمارهٔ ثبت ۱۱۶۸۶ به‌عنوان یکی از آثار ملی ایران به ثبت رسیده‌است.این تکیه قدیمی با گچ بریهای ظریف دارای یک درب ورودی و یک سر بخاری و ۱۲ طاقچه بالای طاقچه‌های کتیبه ای از اشعار محتشم کاشانی گچ بری شده و بالای هر طاقچه یک رف است. سه ستون چوبین با سه سر ستون بسیار ظریف جلوی بنا و دیوار بنا که از خشت خام و چینه پوششیده شده‌است.